# Томас Шеллінг
Томас Кромбі Шеллінг (англ. Thomas Crombie Schelling; 14 квітня 1921, Окленд, штат Каліфорнія, США — 13 грудня 2016, Бетесда, Меріленд) — американський економіст, лауреат Нобелівської премії з економіки 2005 року «за розширення розуміння проблем конфлікту і кооперації за допомогою аналізу в рамках Теорії ігор».
Професор Мерілендського університету. Президент Американської Економічної асоціації в 1991 р. Лауреат премії Френка Сейдмана (1977).